# Andra Johannesbrevet
Andra Johannesbrevet (grekiska: Ιωάννου β’ eller Ιωάννου επιστολή β’) är en skrift som ingår i Nya testamentets brevlitteratur. Det tillhör, tillsammans med Första Johannesbrevet, Tredje Johannesbrevet, Jakobsbrevet, Första Petrusbrevet, Andra Petrusbrevet och Judasbrevet, de sju så kallade katolska breven, trots att det inte har en allmän (katolsk) adressat utan är riktat till en bestämd församling. Brevet är utformat som ett verkligt brev och dess syfte är att varna för de irrlärare som hävdar att Kristus inte var en sann människa. För att stå emot dessa förvrängare av sanningen, uppmanas mottagarna att vandra i kärleken. I likhet med de övriga Johannesskrifterna, betonas i brevet kärleken och dess kraft.
Andra Johannesbrevet är anonymt och uppger inte vem som är författaren, utan det sägs vara skrivet av ”den gamle” och vara riktat till ”den utvalda frun och hennes barn” (2 Joh 1), vilket anses avse en församling och inte en person. Sedan 180-talet har det sammankopplats med Johannes, Sebedaios son, som enligt de fyra bibliska evangelierna var en av de tolv lärjungar som ingick i Jesus närmaste krets. Modern forskning däremot tillskriver som regel Andra Johannesbrevet någon inom den johanneiska traditionen, ibland någon av de senare redaktörerna av Johannesevangeliet och ofta den presbyter Johannes, som omtalas i kyrkohistorien. De flesta forskare menar att Andra Johannesbrevet tillkom ungefär samtidigt som de två andra Johannesbreven, omkring 95–100.

## Brevets adressat
För en mer utförlig genomgång, se Johannesbreven, Innehåll och mottagare
Andra Johannesbrevet är ställt till ”den utvalda frun och hennes barn”. Uttrycket ”utvalda frun” eller ”utvalda damen” är på grekiska ἐκλεκτὴ κυρίᾳ (eklektē kyria), och tilltalsformen kyria (för män kyrie) är den feminina formen av κύριος (kyrios) som betyder ”herre”,  och som i bestämd form ”Herren” används som beteckning på Jesus i Nya testamentet. Den överlägset vanligaste tolkningen bland moderna forskare är att betrakta den utvalda frun som en församling (eller möjligen flera församlingar) och inte som en enskild person, samt hennes barn som församlingsmedlemmarna.

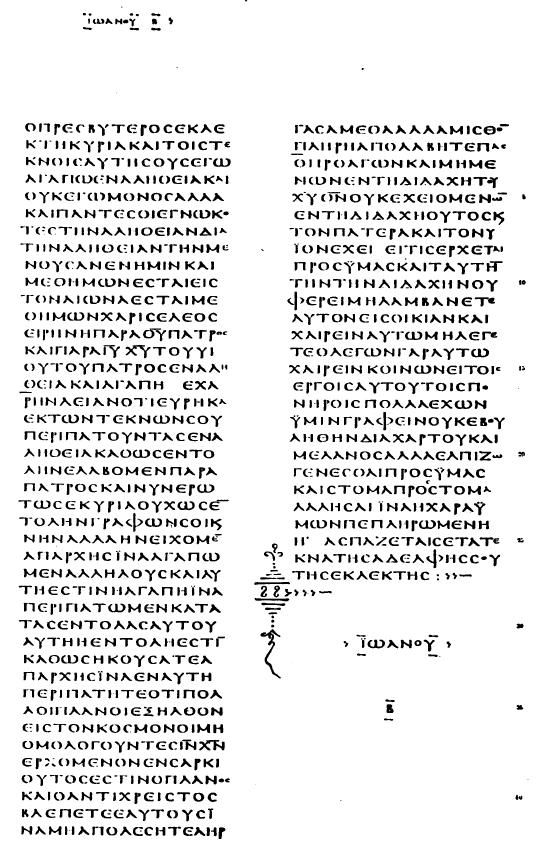
Hela Andra Johannesbrevet i Codex Vaticanus från 300-talet

I motsats till Första Johannesbrevet men i likhet med Tredje Johannesbrevet är Andra Johannesbrevet utformat som ett verkligt antikt grekiskt-romerskt brev, med avsändare och mottagare, med hälsningsfras och förord, med anhållan i form av en bön om att älska varandra, ett tillkännagivande av ett planerat besök och en sluthälsning. Kompositionen och längden, som innebär att texten får plats på ett papyrusark, talar för att det är ett privatbrev. Den grekiska originaltexten består av endast 245 ord, vilket gör brevet till Nya testamentets näst kortaste skrift efter Tredje Johannesbrevet, men i Bibelkommissionens svenska översättning i Bibel 2000 är det den kortaste.
Liksom i de två andra Johannesbreven, finns det även i Andra Johannesbrevet en schism med en grupp som hotar brevmottagarnas och deras församlingars identitet och grundläggande normer.

## Brevets innehåll
Andra Johannesbrevets blott tretton verser inleds med en hälsning från ”den gamle till den utvalda frun och hennes barn” (2 Joh 1). Brevskrivaren (”den gamle”) tillönskar nåd, barmhärtighet och frid (2 Joh 3). Därefter tar brevets budskap vid och ”den gamle” betonar att han gladdes åt att några visat prov på trofasthet (2 Joh 4). Han uppmanar läsarna att älska varandra och hålla Guds bud (2 Joh 5–6).

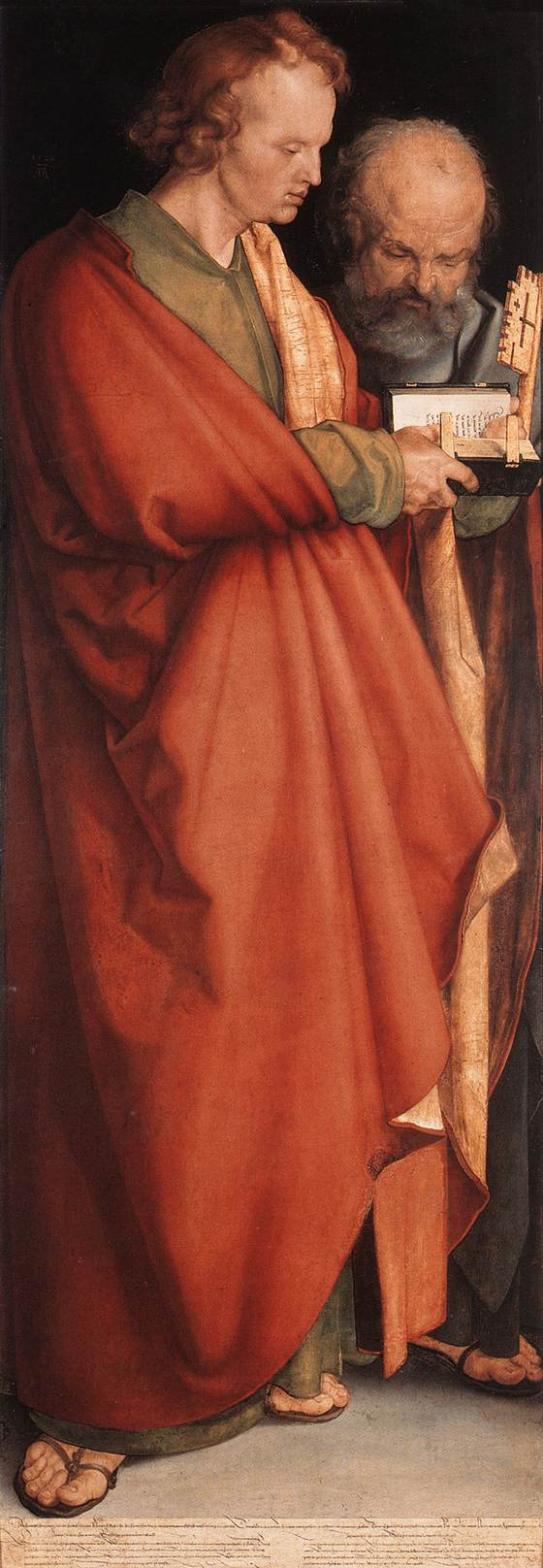
Evangelisten Johannes och Petrus i en målning av Albrecht Dürer från år 1526. Enligt den kristna traditionen skrev denne Johannes bland annat Andra Johannesbrevet, något få moderna forskare anser vara fallet.

”Den gamle” ber dem att vara på sin vakt gentemot de många bedrägliga antikrister som hävdar att Jesus Kristus inte har kommit i mänsklig gestalt (2 Joh 7). Den omständigheten att de, som ”den gamle” kallar sina älskade barn, bekänner att Jesus har kommit ”i köttet” (grekiska: ἐν σαρκί, en sarki), är det som särskiljer dem från antikristbedragarna (2 Joh 7–8). Dessa motståndare beskrivs som att de går andra vägar och därmed saknar Gud och inte, som ”den gamle” och dem han skriver till, förblir i Kristi lära (2 Joh 9). ”Den gamle” varnar dem därefter för ta emot hjälp från de bedrägliga förkunnare som kan tänkas dyka upp hos dem. Han uppmanar dem att inte släppa in dessa bedragare i sina hem. Genom att välkomna dem blir de själva medbrottslingar (2 Joh 10–11), eftersom de i så fall erbjuder dem en plattform varifrån de kan verka. Brevet avslutas med att ”den gamle” uttrycker en förhoppning om ett framtida personligt möte, varefter följer en sluthälsning där deras ”utvalda systers barn hälsar” (2 Joh 12–13).

## Författare och bakgrund
För en mer utförlig genomgång, se Johannesbreven, Författare och bakgrund
I likhet med Tredje Johannesbrevet uppges brevet vara skrivet av ”den äldre” eller ”den gamle” (grekiska: ὁ πρεσβύτερος, ho presbyteros, vilket ibland på svenska också översätts till Presbytern).
Enligt den kristna traditionen, har Johannes, Sebedaios son, en av Jesu lärjungar, skrivit Johannesevangeliet, Johannesbreven och Johannes uppenbarelse. Den förste att påstå detta var biskop Irenaeus av Lyon, som omkring år 180 menade att både Första och Andra Johannesbreven skrivits av denne Johannes. Denna uppfattning har dock kommit att ifrågasättas i modern tid, och få bibelforskare övertygas av den hypotesen i dag. Det finns ett antal förslag på vem som har skrivit böckerna. Vad gäller Johannesbreven är frågan om vem som skrev dem hett omdiskuterad. Den dominerande uppfattningen är dock att Andra och Tredje Johannesbreven skrevs av samma person, och som regel anses också Första Johannesbrevet ha skrivits av samme man. Såvida man inte anser denne vara evangelisten Johannes eller lärjungen Johannes, brukar man anta att breven skrevs av någon inom den johanneiska församlingen, kanske någon av dem som redigerade Johannesevangeliet eller någon okänd församlingsäldste. Som en trolig kandidat lyfts ofta fram den presbyter Johannes från Mindre Asien som Papias nämner omkring år 130, men detta låter sig inte bevisas.
Författaren är erfaren, har viss utbildning i retorik och äger kännedom om hur man skriver brev. Han är en skicklig retoriker och blandar judiska, grekiska och johanneiska former. Birger Olsson menar att eftersom brevet uppvisar inte enbart en grekisk språkdräkt utan också grekiska tankeformer, kan en lärjunge till ”den gamle” ha utformat brevet. Det skulle i så fall kunna förklara varför ordet Presbytern används som avsändare. Det oftast föreslagna området för brevets tillkomst är Mindre Asien, med Efesos som en trolig plats.

## Datering
För en mer utförlig genomgång, se Johannesbreven, Datering
Alla de tre Johannesbreven antas ha skrivits vid ungefär samma tid, och de dateras normalt inom ett tidsintervall av högst 10 år. Johannesevangeliet och Johannesbreven förmodas ha skrivits ungefär samtidigt och i ett likartat sammanhang och de tar upp liknande frågeställningar. Eftersom ingen vet i vilken ordning breven skrevs, och eftersom de är så starkt knutna till Johannesevangeliets tillkomst, brukar de dateras till ungefär samma tid, omkring den tid då slutredaktionen av Johannesevangeliet antas ha skett, ungefär år 100 eller mitten av 90-talet. Andra Johannesbrevet brukar följaktligen dateras till ungefär 95–100.